# Csaba Madar
Csaba Madar (8 de outubro de 1974) é um ex-futebolista profissional húngaro que atuava como meia.

## Carreira
Csaba Madar representou a Seleção Húngara de Futebol nas Olimpíadas de 1996, ele marcou dois gols no evento.